# سودان (فیلم)
سودان (انگلیسی: Sudan) یک فیلم ماجرایی تکنیکالر آمریکایی محصول ۱۹۴۵ به کارگردانی جان رالینز و با بازی ماریا مونتز، جان هال و ترهان بی است.